# Peda Boddepalle
Peda Boddepalle est une ville du district d'Anakapalli dans l'État d'Andhra Pradesh en Inde. 
Selon le recensement de l'Inde de 2011, la localité compte une population de 12 781 habitants.